# マキシミリアーノ・カウフリーズ
- マキシミリアーノ・コーフリーズ

マキシミリアーノ・カウフリーズ（Maximiliano Caufriez, 1997年2月16日 - ）は、ベルギー・エノー州モンス出身のサッカー選手。オーストリア・ブンデスリーガ・レッドブル・ザルツブルク所属。ポジションはDF。
『マキシミリアーノ・コーフリーズ』とも紹介される。

## クラブ経歴
RSCアンデルレヒトなどのユースチームを渡り歩いた後、2015年にワースラント＝ベフェレンに入団。翌2016年トップチームに昇格し、4月9日のロイヤル・エクセル・ムスクロン戦でプロデビュー。2017-18シーズン以降出場機会が増え、以後2シーズンは最終ラインに定着した。
2020年9月11日、シント＝トロイデンVVとの契約を発表。
2021年8月29日、FCスパルタク・モスクワへの移籍が発表。
2022年8月29日、クレルモン・フットとの契約を発表。
2024年8月30日、バレンシアCFに買取オプション付きの1年間のローン移籍で加入した。

## 代表経歴
2015年から3年間、ユース世代のベルギー代表でプレーした。